# Forever 21
Forever 21 è una catena americana di negozi di abbigliamento, concepita quale azienda di fast fashion, per offrire abbigliamento e accessori in linea con le tendenze del momento ma a prezzo ridotto a donne, uomini, e adolescenti. È stata conosciuta come 'Fashion 21'. Ha avuto sedi in America, Europa, Asia e Medio Oriente; attualmente è operativa con un numero ridotto di punti vendita solo negli Stati Uniti, ed online.

## Storia: dal 1984 agli anni novanta.
Il primo negozio è stato fondato a Los Angeles, in California nel 1984 da Do Won Chang e sua moglie Jin Sook Chang, originari della Corea del Sud ed emigrati negli Stati Uniti. Il punto vendita operativo dal 21 aprile, si trovava nel quartiere di Highland Park. 
Nel 1989, la catena americana ha aperto il suo 11 negozio, il primo situato in un centro commerciale, il Panorama a Panorama City, California.
Nel tempo, Forever 21 ha aumentato la sua presenza, ampliando la dimensione media di 460 m² per negozio.
Nel 1995, la catena ha aperto la sua prima sede al di fuori della California, che era al centro commerciale Mall of the Americas di Miami, in Florida. Furono poi aggiunti nuovi negozi ogni sei mesi, così da raggiungere un totale di 40 punti vendita entro il 1997.

## Gli anni duemila
Gli anni duemila vedono l'azienda contrarre il proprio successo; dopo il primo decennio, poi, le vendite crollando , passando da 4,4 miliardi di dollari nel 2016 a 3,3 miliardi di dollari nel 2018 (da 3,6 a 3 miliardi di euro), con un taglio del personale da 43mila a 32.800 persone. Forever 21 sopravvive grazie ad un prestito da  375 milioni di dollari (340 milioni di euro) con un incremento di capitale da 75 milioni di dollari (69 milioni di euro).

## Il Chapter 11 e l'acquisto da parte di 3 società
Nel 2019, dopo anni di crisi, ricorre al Chapter 11, una legge fallimentare statunitense, in modo da chiudere i punti vendita con prestazioni peggiori, concordando con il tribunale un piano di rientro. Vengono abbandonati così 350 dei suoi 800 negozi in 40 paesi. I primi a sparire sono la totalità di quelli in Asia e in Europa, mentre in Messico e in America Latina, anche grazie alla diversa offerta ed ai prezzi, i punti vendita inizialmente sopravvivono. Negli Stati Uniti, in Canada e Giappone, dove la filosofia di F21, basata sull'inseguimento delle mode del momento, che non ha saputo adattarsi a tematiche quali il rispetto dell'ambiente, non riesce a competere con i nuovi brand; ecco che molti punti vendita cessano la propria attività.
Nel 2020, Linda Chang, figlia dei fondatori ed amministratrice dell'azienda, riesce a trovare un accordo con alcuni partner, che già intrattenevano rapporti con F21, affittandole i punti vendita nei diversi centri commerciali. È così che Authentic Brands, una società che gestisce diversi marchi, Simon Property, che si occupa di grandi magazzini, e Brookfield Property, che invece lavora nel settore immobiliare – subentrano nella proprietà, che gestisce a quel punto 593 noegozi in tutto il mondo, pressoché tutti (448) concentrati negli Stati Uniti. L'accordo, che dovrebbe essere stato raggiunto per una cifra di $81.1 milioni di dollari, prevede un rilancio, che avviene solo in parte.
Ad oggi, il sito di F21 è aperto per sole vendite online, mentre i negozi risultano presenti solo all'interno del territorio degli Stati Uniti.
Il 16 Marzo 2025, l'azienda ricorre nuovamente dopo 6 anni al Chapter 11, che riguarderà solo l'attività commerciale svolta negli Stati Uniti.